# Орджоникидзе, Сергей Александрович
Сергей Александрович Орджоникидзе (род. 14 марта 1946, Москва, СССР) — советский и российский дипломат. Внук Григория Константиновича Орджоникидзе.

## Биография
В 1969 году окончил Московский государственный университет международных отношений (МГИМО) МИД СССР. В 1978 году окончил аспирантуру Дипломатической академии МИД СССР.
На дипломатической работе с 1970 года.
Был заместителем начальника Международно-правового управления МИД СССР, заместителем постоянного представителя СССР и России при ООН в Нью-Йорке.
- В 1996—1999 годах — директор Департамента международных организаций МИД России.
- В 1999—2002 годах — заместитель министра иностранных дел Российской Федерации[1][2].
- В 2002—2011 годах — заместитель генерального секретаря ООН и генеральный директор отделения (штаб-квартиры) ООН в Женеве[3], Генеральный Секретарь конференции ООН по разоружению.
- В 2012—2014 годах — член Общественной палаты Российской федерации[4]. С 2014 года — заместитель секретаря Общественной палаты Российской Федерации[5]. 20 марта 2017 года по президентской квоте утверждён членом Общественной палаты Российской Федерации на 2017—2020 годы[6].

## Награды
- Орден Александра Невского (17 августа 2017) — за достигутые трудовые успехи, активную общественную деятельность и многолетнюю плодотворную деятельность[7]
- Орден Почёта (6 марта 2011) — за большой вклад в реализацию внешнеполитического курса Российской Федерации и многолетнюю добросовестную работу[8]
- Орден Дружбы (12 мая 1998) — за большой вклад в проведение внешнеполитического курса Российской Федерации и многолетнюю добросовестную работу[9]

## Семья
Отец — Александр Сергеевич Пирадов, чрезвычайный и полномочный посол СССР. 
Mать — Этери (дочь Г. К. Орджоникидзе).
Сын — Пётр, председатель Совета директоров ПАО «Тольяттиазот» с мая 2017 по ноябрь 2021.

## Дипломатический ранг
Чрезвычайный и полномочный посол (27 июля 1998).